# Berosus maculosus
Berosus maculosus är en skalbaggsart som beskrevs av Mannerheim 1853. Berosus maculosus ingår i släktet Berosus och familjen palpbaggar. Inga underarter finns listade i Catalogue of Life.